# Bathylaimus austrogeorgiae
Bathylaimus austrogeorgiae is een rondwormensoort uit de familie van de Tripyloididae. De wetenschappelijke naam van de soort is voor het eerst geldig gepubliceerd in 1959 door Allgén.